# Paddy Barnes
Paddy Barnes (født 9. april 1987 i Belfast, Nordirland) er en irsk amatørbokser, som konkurrerer i vægtklassen let-fluevægt. Barnes' største internationale resultater er en bronzemedalje fra Sommer-OL 2008 i Beijing, Kina, og en guldmedalje fra EM i 2010 i Moskva, Rusland. Han repræsenterede Irland under Sommer-OL 2008 hvor han vandt en bronzemedalje efter at have tabt mod Zou Shiming fra Kina.
Han har tidligere mødt den danske bokser Kim Poulsen to gange i en dobbelt landskamp (Nordirland - Danmark). Første kamp vandt Patrick Barnes 15-12 i Thisted den 4. december 2004. Den anden kamp var den 11. december 2004 i Randers. Hvor Kim Poulsen vandt på point 20-9.